# جوردي ماس
جوردي ماس (بالإسبانية: Jordi Mas Rodríguez)‏ مواليد 31 أكتوبر 1971، هو لاعب كرة مضرب إسباني سابق وكان يلعب باليد اليمنى. أعلى تصنيف له في الفردي كان المركز الـ 199 في سنة 1998. أعلى تصنيف له في الزوجي كان المركز الـ 201 في سنة 1997.

## النهائيات

### الفردي: (1)
| الرقم | السنة | الدورة                  | الأرضية | المنافس في النهائي | النتيجة في النهائي |
| ----- | ----- | ----------------------- | ------- | ------------------ | ------------------ |
| 1.    | 1998  | سكوبيه, جمهورية مقدونيا | ترابية  | توماس بيرند        | 6–3, 6–4           |

### الزوجي: (1)
| الرقم | السنة | الدورة               | الأرضية | الشريك               | المنافس في النهائي         | النتيجة في النهائي |
| ----- | ----- | -------------------- | ------- | -------------------- | -------------------------- | ------------------ |
| 1.    | 1997  | أوبرستاوفين, ألمانيا | ترابية  | خوان إجناسيو كاراسكو | جورج بلومور أندريا غاودنزي | 6–2, 7–6           |